# Félix Savart

Schallwellen der trapezförmigen Violine

Félix Savart /saˈvaːr/ (* 30. Juni 1791 in Charleville-Mézières, Ardennes; † 16. März 1841 in Paris) war ein französischer Arzt und Physiker, der im frühen 19. Jahrhundert gemeinsam mit Jean-Baptiste Biot den Zusammenhang zwischen elektrischem Strom und Magnetismus untersuchte (Biot-Savart-Gesetz).
Weiter untersuchte Savart die Eigenschaften von schwingenden Saiten, so dass die Maßeinheit Savart nach ihm benannt wurde. Er baute eine trapezförmige Violine, deren klangliche Eigenschaften aber nicht überzeugen konnten (das Original befindet sich im Museum der École polytechnique in Paris; ein verbesserter Nachbau von 1909 befindet sich im Deutschen Museum München).
Der bekannte französische Geigenbauer Jean-Baptiste Vuillaume arbeitete eng mit Félix Savart zusammen, um die Qualität seiner Instrumente zu verbessern. Auf Holzstreifen von 180 mm × 25 mm × 2,5 mm, die dem Boden von Stradivari- und Guarneri-Geigen entnommen wurden, streute Savart Sand und strich mit einem Geigenbogen entlang der Kante des Holzstreifens. Immer klang der Ton e, und im Sand bildeten sich zwei parallele Linien. Den gleichen Versuch unternahm er mit der Decke entnommenen Streifen und stellte fest, dass bei diesen hochwertigen Geigen der mit dem Deckenstreifen erzeugte Ton einen Ganzton höher lag als der dem Boden entnommene. Bei Versuchen mit herkömmlichen Geigen lag die Differenz mindestens bei einer Terz und konnte mehr als eine Quarte betragen.
1827 wurde er Mitglied der Académie des sciences und 1839 auswärtiges Mitglied der Royal Society.